# 交響曲第52番 (ハイドン)
交響曲第52番 ハ短調 Hob. I:52 は、フランツ・ヨーゼフ・ハイドンが作曲した交響曲。

## 概要
作曲年については諸説あり、ランドンは1771年から1773年頃の作品の作品としており、ジェームズ・ウェブスターは1771年頃の作品であるとしている。
ハイドンは生涯に短調の交響曲を10曲書いたが、そのうち半数の5曲が1768年から1772年までの5年間に集中している。本作もその中の1曲で、いわゆるハイドンの「シュトゥルム・ウント・ドラング（疾風怒濤）期」の短調交響曲の中でも特に燃えるような感情を爆発させている。

## 編成
オーボエ2、ファゴット, ホルン2、弦五部。
ファゴットの独立したパートのある楽譜と、そうでないものがある。おそらく独立したファゴット・パートは後から加えたものだろうという。
また、本作は特にホルンの使い方が風変わりで、両端の楽章（第1・第4楽章）では高音のC管のホルンとE♭管のホルンを1本ずつ使用するのに対し、中間楽章では低音のC管のホルンを2本使用する。とくに高音のC管のホルンの鋭い音はこの曲の激しさの表現に貢献している。

## 曲の構成
全4楽章、演奏時間は約23分。
- 第1楽章 アレグロ・アッサイ・コン・ブリオ
ハ短調、4分の4拍子、ソナタ形式。

第1主題はユニゾンで開始する。対照的な変ホ長調の第2主題は付点つきリズムを持って第1ヴァイオリンに現れる。展開部ではヘ短調で偽の再現部が現れる。

- 第2楽章 アンダンテ
ハ長調、8分の3拍子、ソナタ形式。
弱音器をつけたヴァイオリンによって主題が演奏され、急な  や半音階的進行が随所に見られる。ホルンは再現部ではじめて登場する。

- 第3楽章 メヌエット：アレグレット - トリオ
ハ短調 - ハ長調、4分の3拍子。
短調のメヌエット本体に対し、トリオでは同じ主題がハ長調で演奏される。

- 第4楽章 フィナーレ：プレスト
ハ短調、2分の2拍子、ソナタ形式。
第1・第2ヴァイオリンだけで静かにはじまり、長調に転じた後に管楽器が加わって  に達する。